# 天気図

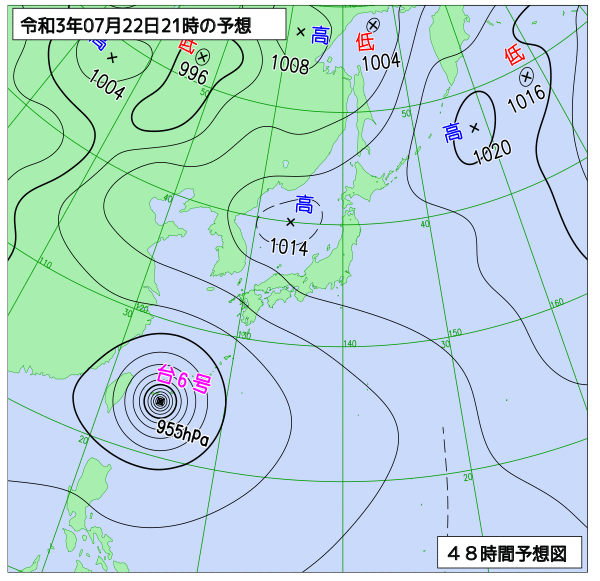
令和3年7月22日21時の天気図。出典：https://www.jma.go.jp/bosai/weather_map/

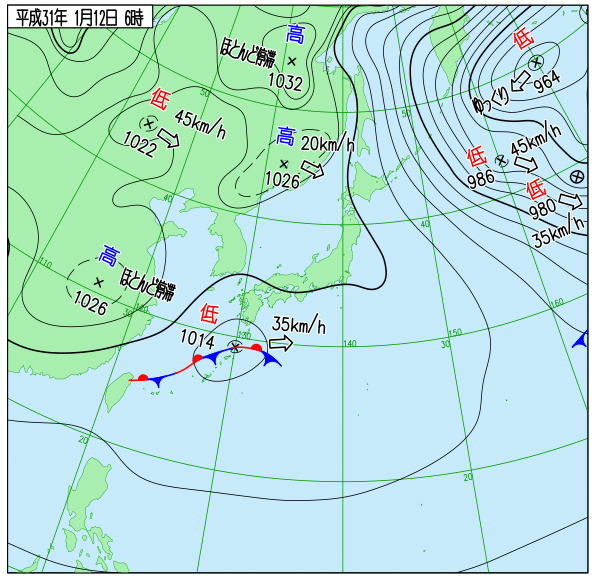
平成31年1月12日6時の天気図。出典：https://www.jma.go.jp/bosai/weather_map/

天気図（てんきず、英: weather map、weather chart）とは、さまざまな規模の気象現象を把握するために、地図上に天気、気圧、等圧面における高度、気温、湿数、渦度などの値を、等値線その他の形で記入した図のことである。
1820年にブランデスが観測データを郵送などで集めて発表した天気図が世界初とされる。日本で初めて天気図を作成した人物は、ドイツ人のエルヴィン・クニッピングである。

## 概要
毎日、世界時0時と12時、加えてその間の3時間ごと（日本時間では、朝3時から夜21時）に、世界中の地上気象観測地点数千箇所で、気象観測データをまとめて送信する。また、海上の船舶、上空の観測気球などからもデータが集められる。各地域の気象機関は、そのうち必要なデータを使用して天気図を作成し、現在の気象の解析や今後の気象の予報に利用する。
データの解析にコンピュータを使用することはあるが、天気図の作成には熟練した技術も必要であり、手書きに頼る部分もまだ残されている。
主要地点の気象観測データは、ファクシミリや無線などでも配信されている。気象関係者以外でも入手することができるので、天気図作成の知識があれば誰でも天気図を作成することができる。

## 天気図の種類と分類
一般に用いられる天気図は地上天気図であり、等圧線の形で気圧が記入されている他に、前線や天気記号、低気圧や台風などの大気擾乱の位置がプロットされている。一般的に、「天気図」といえば地上天気図のことを指す。
天気図には、地上天気図のほかに高層天気図がある。また、現在の気象の状態を表す実況天気図に対して、近い将来の気象の状態を表す予想天気図も使われている。
また、地上天気図や高層天気図などにおいては、世界的には世界気象機関(WMO)が統一基準を定めた国際式天気図が用いられている。日本では、地上天気図に限り、一般向けにより簡易で分かりやすい日本式天気図も用いられている。
天気図では、気象衛星画像との比較をしやすくしたり、風向などが図上に正しく記入できるよう、緯度ごとに異なる図法を使用している。中緯度の天気図においては、ランベルト正角円錐図法が最もよく使用される。
データの性質別
- 実況天気図 - 観測結果による過去の天気図。解析天気図ともいう。
- 予想天気図 - 観測結果を基に予想した天気図。
- 数値予報天気図 - 基礎資料である数値予報（物理学の方程式により、風や気温などの時間変化をコンピュータで計算して将来の大気の状態を予測する方法）の計算結果から自動作成（画像化）した天気図。

天気図の対象となる地域別

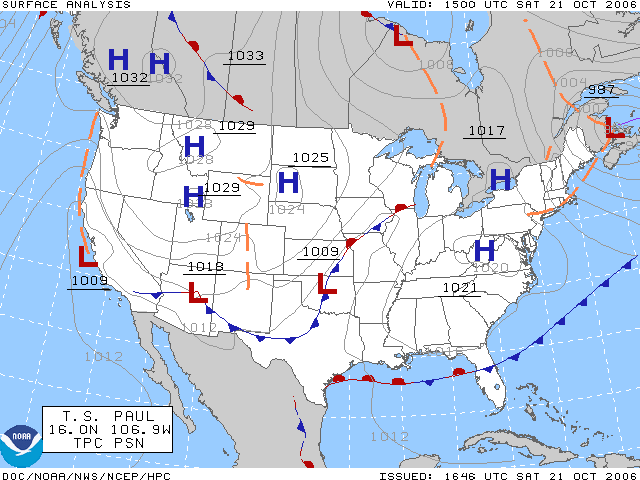
地上天気図、アメリカ合衆国本土とその周辺、自動作成

- 地上天気図 - 地上（厳密には重力ポテンシャル高度0m）の気象の状態を表した天気図。
- 高層天気図 - 高層の気象の状態を表した図。基準となる気圧を定め、各地点でその気圧となる高度を表した等高度図が多く用いられる。

表現するデータの種類別
- レーダーアメダス解析雨量図 - 気象庁が発表する雨量分布図。（地上天気図）
- 卓越天気予想図 - 予想される天気の分布図。（地上天気図）運行に支障のある、気象現象と存在が予測される高度などを示す分布図。（悪天図　またはSIGWXチャート）
- 降水量予想図 - 数十キロ～数百キロメートル四方ごとの平均降水量。（地上天気図）
- 波浪図 - 波の高さや風速などの解析・予想図。（地上天気図）
- 海氷図 - 海氷分布の解析・予想図。（地上天気図）
- 気温図 - 気温分布の解析・予想図。
- 湿数図 - 湿数分布の解析・予想図。
- 海面水温図 - 海水温分布図・予想図。（地上天気図）
- 渦度図 - 渦度の解析・予想図。
- 鉛直流図 - 上昇気流の解析・予想図。

データの表現手法別
- 等圧線天気図 - 気圧の等しい部分を線でつなぎ、気圧を等圧線で表した図。地上天気図や圏界面高度を気圧の値で示すもので使用される。
- 等風速線天気図 - 風速の等しい部分を線でつなぎ、風速を風速線で表した図。
- 等温線天気図 - 気温や海水温の等しい部分を線でつなぎ、気温や海水温を等温線で表した図。
- 等高度線天気図 - 基準となる気圧を定め、各地点でその気圧となる高度を線でつなぎ、高度を高度線で表した図。
- 流線天気図 - 等圧線ではなく、風向に注目して風の流れを流線で表した図。等圧線の間隔が広い低緯度地域の地上天気図や高層天気図で使用される。

複数の図を組み合わせたものも多用される。このほかにも、気象機関によってさまざまな種類の天気図が作成されている。
このほか、天気図と気象衛星の画像（雲画像）を重ね合わせて、気圧配置と雲の分布を分かりやすく表現することもあり、テレビの気象情報や新聞の天気欄などでよく見られる。

## 天気図記念日
一部文献には、2月16日を「天気図記念日」とするものがあるが、これは気象庁が定めたものではない。1883年2月16日に東京気象台が試験的に手書きの天気図を作り始めたことをもって記念日としたもののように思われる。印刷して正式に発行し始めたのは同年3月1日からである。